# 日本ラインうぬまの森

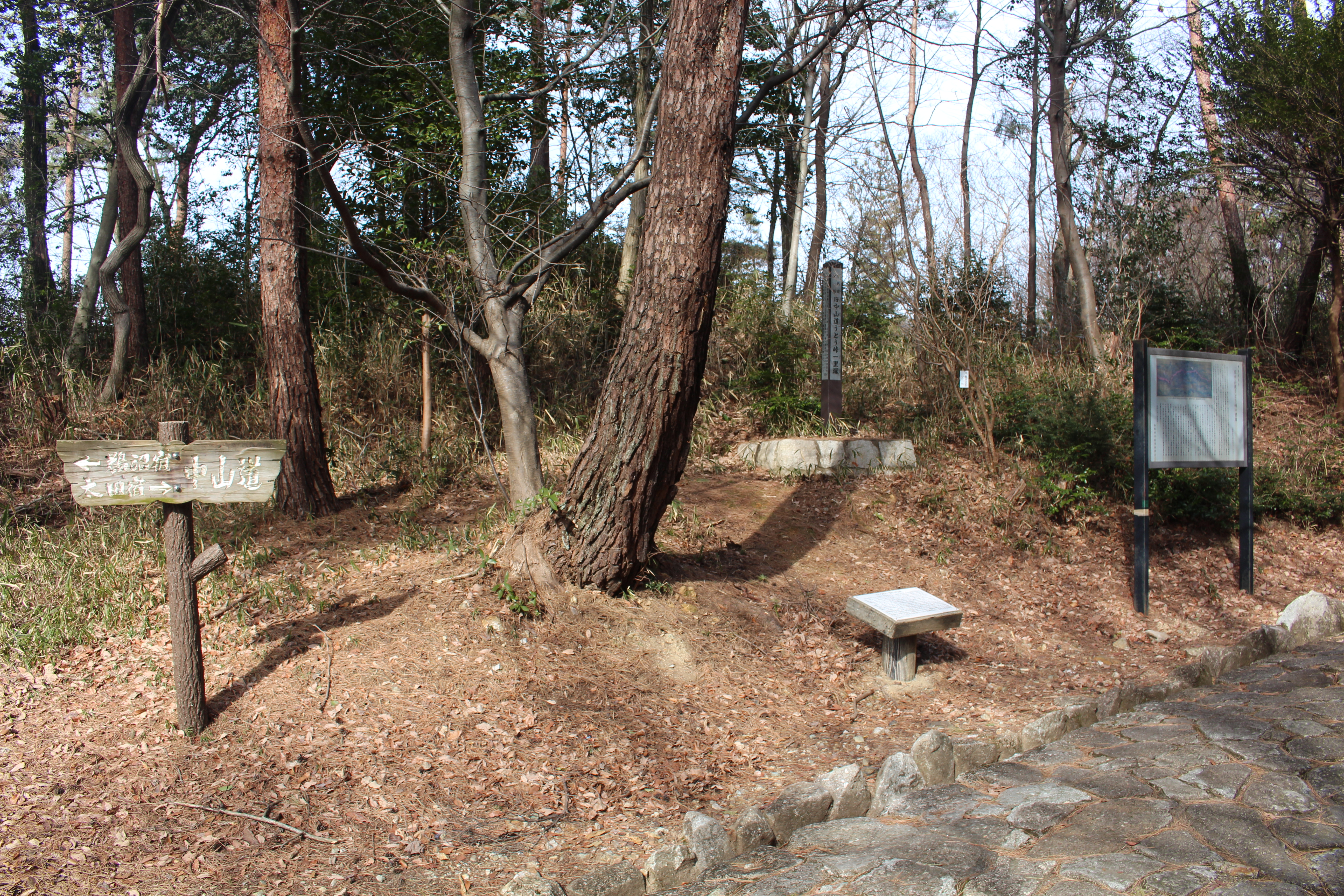
中山道の石畳の道、うとう峠にて

日本ラインうぬまの森（にほんらいんうぬまのもり）とは、岐阜県各務原市にある公園である。

## 概要
1992年（平成4年）開園。各務原市東端の陰平山（標高：237m）一帯の保健休養林。広さは66.25ha。
散策道（まんさくの道・せせらぎの道・萩の道・さえずりの道など）がある。また、中山道の石畳の道、杉並木（うとう峠 - 鵜沼宿）もある。
展望台、展望デッキが設置されており、木曽川（日本ライン）、鵜沼団地（鵜沼台、新鵜沼台など）、犬山城、勝山（猿啄城）、伊木山、各務原アルプスなどが眺望でき、濃尾平野が一望できる。
無料駐車場があり、入口にはセンターハウス（もりの本やさん・森の交流館を併設）がある。
日本ラインうぬまの森からハイキングコース（日本ラインうぬまの森 - 明王山見晴台 - 大岩見晴台 - 岩坂峠 - 向山見晴台 - 桐谷坂）が整備されている。

## 営業時間
センターハウス営業時間
- 9:00 - 17:00（月曜日、年末年始休業）

## 所在地
- 岐阜県各務原市鵜沼字石山

## 交通機関
- 各務原市ふれあいバス：鵜沼線・東西線朝夕便「うぬまの森前」バス停下車。
- JR高山本線 鵜沼駅下車、徒歩で約20分。
- 名鉄各務原線 新鵜沼駅下車、徒歩で約20分。